# Verzetsmuseum
El Museo de la Resistencia (en neerlandés: Verzetsmuseum) es un museo ubicado en el barrio de Plantage en Ámsterdam, Países Bajos. El Museo de la Resistencia Holandesa, elegido como el mejor museo histórico de los Países Bajos, cuenta la historia del pueblo holandés en la Segunda Guerra Mundial. Desde el 14 de mayo de 1940 hasta el 5 de mayo de 1945, los Países Bajos fueron ocupados por la Alemania nazi.
Las exposiciones permanentes del museo recrean la atmósfera de las calles de Ámsterdam durante la ocupación alemana de la Segunda Guerra Mundial. Grandes fotografías, carteles antiguos, objetos, películas y sonidos de esta época, ayudan a recrear la escena. El trasfondo del Holocausto también se visualiza al visitante. Se trata de una exposición sobre la vida cotidiana durante ese tiempo, pero también sobre hechos históricos excepcionales y la resistencia de la población contra los nazis y el heroísmo.

## El edificio del museo
El edificio que lleva la estrella de David y el nombre de Petrus Plancius (1550-1622), el clérigo y geógrafo renacentista de Ámsterdam, fue construido en 1876 por la sociedad de canto judía Oefening Baart Kunst (la práctica hace al maestro). Sirvió durante varias décadas como centro cultural judío y sinagoga. La sociedad Oefening Baart Kunst mantuvo el nombre Plancius en su edificio para subrayar su respeto por las tradiciones de la ciudad de Ámsterdam. Plancius era el nombre de la antigua casa que se encontraba allí antes de la construcción del edificio. Durante mucho tiempo, el edificio Plancius cumplió muchas funciones diferentes. Desde 1999, después de su renovación, es la sede del Verzetsmuseum.
El Verzetsmuseum es relativamente pequeño en comparación con otros museos de los Países Bajos. Verzetsmuseum se centra en la ocupación alemana y el dominio nazi en Holanda durante la Segunda Guerra Mundial entre 1940 y 1945. El edificio está al otro lado de la entrada al zoológico Artis, y no muy lejos de Waterlooplein y de la casa de Rembrandt. El museo muestra acertadamente la persecución de los judíos por parte de los nazis y la Segunda Guerra Mundial en general.